# Sabiha Kasimati
Sabiha Kasimati (ur. 15 września 1912 w Edirne, zm. 26 lutego 1951 w Mëniku) – albańska biolog i więzień sumienia.

## Biogram
Córka lekarza Abdurrahmana Kasimatiego (1865–1943), pochodzącego z Libohovy, (który pracował w rejonie Edirne na zlecenie władz osmańskich) i Zehry z d. Mbreshtani. W 1927 Sabiha wraz z rodziną przeniosła się z Tracji do Korczy, a stamtąd do Elbasanu. W Albanii uczyła się w prestiżowym francuskojęzycznym liceum w Korczy, które ukończyła w 1930 jako pierwsza kobieta. W czasie nauki jej kolegą szkolnym był m.in. Enver Hoxha. Po ukończeniu szkoły pracowała jako nauczycielka w szkole żeńskiej w Korczy, gdzie uczyła języka francuskiego i edukacji moralnej. Po upaństwowieniu szkół prywatnych w 1933 przeniosła się do szkoły amerykańsko-albańskiej w Kavai, gdzie prowadziła zajęcia z biologii. 
W 1936 jej starania o stypendium państwowe, umożliwiające studia zagraniczne zakończyły się sukcesem. Wybrała studia na Wydziale Nauk Biologicznych Uniwersytetu Turyńskiego. Latem 1941 studia turyńskie uwieńczyła doktoratem (temat dysertacji: Fauna ittica di aqua dolce d'Albania). Władze uczelni proponowały jej etat asystenta w zakładzie ichtiologii, ale tę propozycję odrzuciła i powróciła do kraju. Po powrocie do kraju pracowała początkowo w szkole w Kavai, a następnie w Instytucie Pedagogicznym dla Kobiet "Nëna Mbretneshë" w Tiranie. Jedną z jej uczennic była wtedy Nexhmije Hoxha.
Po przejęciu władzy przez komunistów, w 1945 rozpoczęła współpracę z biologiem prof. Selaudinem Toto, organizując Instytut Nauk w Tiranie. Prowadziła w nim badania ichtiologiczne, kierując zarazem powstającą w ramach Instytutu Sekcją Zoologii. Przygotowany przez Sabihę Kasimati album opisywał 247 gatunków ryb, występujących w wodach Albanii. Była też organizatorką Muzeum Historii Naturalnej w Tiranie, które obecnie nosi jej imię.

## Proces i śmierć
19 lutego 1951 nieznani sprawcy dokonali zamachu bombowego na budynek ambasady ZSRR w Tiranie. Sam zamach nie pociągnął za sobą ofiar, ale władze albańskie wytypowały jako potencjalnych sprawców grupę 23 młodych intelektualistów, pracujących w tym czasie w Tiranie, w tym Sabihę Kasimati (jako jedyną kobietę w tym gronie). Mimo braku jakichkolwiek dowodów winy, Sabiha została aresztowana przez Sigurimi 20 lutego 1951. W tym samym dniu zebrało się Biuro Polityczne Albańskiej Partii Pracy, na którym postanowiono, żeby wszystkich zatrzymanych stracić, dla odstraszenia przed kolejnymi zamachami terrorystycznymi.
25 lutego prokurator wojskowy, podpułkownik Siri Çarçani przedstawił oskarżonym listę zarzutów - szpiegostwo, działalność w organizacji terrorystycznej, próbę obalenia przemocą władzy ludu w Albanii. Sabiha Kasimati częściowo przyznała się do stawianych zarzutów, przyznając, że jest przeciwna władzy ludowej, ale nie przyznała się do udziału w zamachu. Sąd skazał wszystkich oskarżonych na karę śmierci, a 26 lutego wyrok potwierdził osobiście Enver Hodża. Wyrok wykonał oddział Sigurimi nocą 26/27 lutego 1951 w okolicach wsi Mënik, kilka kilometrów na zachód od Tirany. Ciała zostały pochowane w płytkiej zbiorowej mogile na polu uprawnym. Wiosną 1951 ciało Sabihy odsłonił traktor, prowadzący w tym rejonie prace polowe. Została ponownie pochowana przez miejscową ludność.

## Dziedzictwo
Część jej prac naukowych poświęconych florze i faunie Albanii ukazało się drukiem w 1955, sygnowane nazwiskiem uczonego radzieckiego Anatolija Poljakowa, a także albańskich uczonych Ndoca Filipiego i Ndoca Rakaja. W 60 rocznicę zbrodni, prezydent Albanii, Bamir Topi odznaczył ją orderem Nderi i Kombit (Honor Narodu).